# 方墳大塚古墳
座標: 北緯35度55分25.3秒 東経139度34分56.8秒 / 北緯35.923694度 東経139.582444度

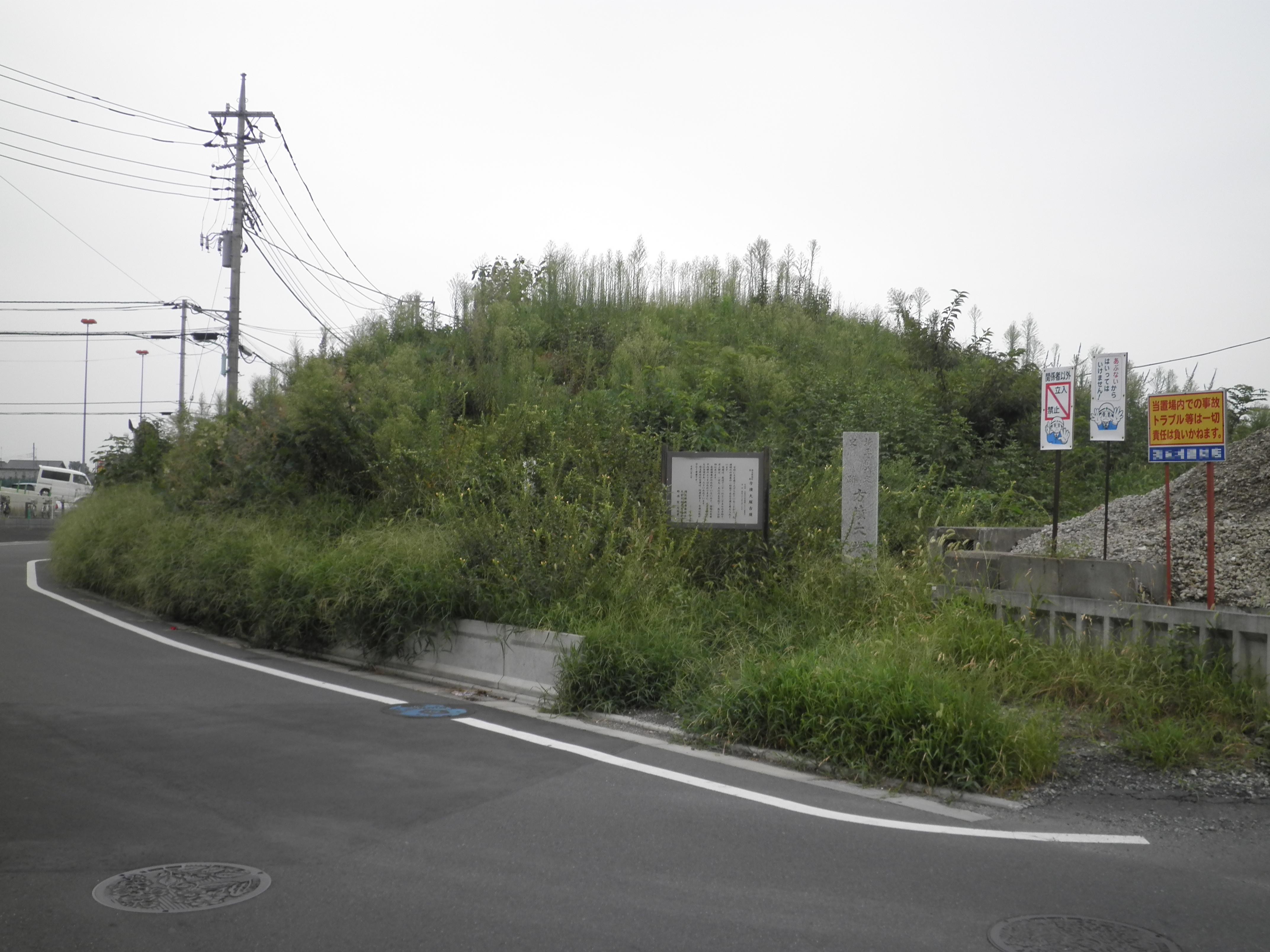
全景

方墳大塚古墳（ほうふんおおつかこふん）は、埼玉県さいたま市西区宮前町にある方墳。1958年（昭和33年）埼玉県の史跡に指定された。
底面21×25 m、高さ4 mを測る。未調査のため葺石や埴輪の有無、内部構造、築造時期など一切わかっていない。かつて周辺の小古墳とともに大塚古墳群を形成していたが、当古墳以外の古墳は破壊され残存しない。
埼玉県内の古墳には円墳が多く、方墳は貴重とされている。ただ、さいたま市内にある類似の塚を発掘したところ経塚だったことから、方墳大塚古墳も立地条件などから経塚ではないかという指摘もある。
2017年（平成29年）11月17日に大宮西部特定土地区画整理事業の換地処分が行われたことに伴い、翌11月18日に施行区域とその周辺で町名地番変更が行われ、当古墳の所在地が大字指扇から宮前町に変更された。